# کیکاوا کوجی
کیکّاوا کوجی (به ژاپنی: 吉川 晃司 Kikkawa Kōji)؛ زادهٔ ۱۸ اوت ۱۹۶۵) خواننده و هنرپیشه اهل ژاپن است. از فیلم‌هایی که در وی در آن نقش داشته‌است می‌توان به مجموعه تنچی‌جین در نقش اودا نوبوناگا اشاره کرد.